# Sinularia prattae
Sinularia prattae är en korallart som beskrevs av Verseveldt 1974. Sinularia prattae ingår i släktet Sinularia och familjen läderkoraller. Inga underarter finns listade i Catalogue of Life.